# وو لانیینگ
وو لانیینگ (انگلیسی: Wu Lanying؛ زادهٔ ۲۶ اکتبر ۱۹۵۵) تیرانداز اهل چین بود. وی در بازی‌های المپیک تابستانی ۱۹۸۴ و ۱۹۸۸ حضور داشته‌است.